# Амвросий (Курганов)
Схиархимандрит Амвросий (в миру Владимир Зиновьевич Курганов; 1 [13] января 1894, Говорово, Пензенская губерния — 30 мая 1933, Мильков монастырь) — русский религиозный деятель, настоятель Милькова монастыря.
Оказал большое влияние на Русскую православную церковь заграницей, его учениками были такие подвижники как архимандрит Фаддей Витовницкий и архиепископ Иоанн (Максимович).

## Биография

### До 1917 года
Родился 1 (14) января 1894 года в селе Говорово Саранского уезда Пензенской губернии в семье потомственного священника. Отцом Володи был Зиновий Курганов, мать звали Любовь; сохранилось имя его деда-священника: Симеон Курганов.
Мать умерла рано, и детей воспитывала няня; известно, что у Володи был брат, который покончил жизнь самоубийством.
Владимир учился в Краснослободском духовном училище, затем до 1912 года в Пензенской духовной семинарии — не окончил, после этого поступил на историко-филологический факультет Варшавского университета.
Во время учёбы в университете он встретил первого духовника — протоиерея Константина Коронина, который недолго руководил духовной жизнью Владимира и научил его Иисусовой молитве. Через какое-то время отец Константин решил, что не может руководить духовной жизнью Володи и перепоручил его епископу Вениамину, который тогда был в Твери.
Общение это продолжалось недолго, когда началась Первая мировая война, он ушёл работать в санитарный отряд (так называемую «летучку»), где, по рассказам других студентов, самоотверженно трудился на пользу больных и раненых.
Когда в 1914—1917 годах Варшавский университет был эвакуирован в Ростов-на-Дону, по Высочайшему повелению студенты, в том числе и Владимир, были отозваны для завершения обучения.
В эти годы Владимир Курганов обучался не только наукам, но и духовному деланию, он вспоминал приходского священника отца Иоанна, глубоко верующего и сострадательного человека.
Окончание университета и февральская революция не сильно разошлись во времени, находясь в Ростове Владимир Курганов как монархист и патриот, принимает активное участие в демонстрации за победоносное ведение войны.
Примерно в это же время он ездил домой и учился у простых монахов отношению к ближнему, умению по-христиански жить в сложных событиях начала XX века.
Находясь на юге страны, Владимир какое-то недолгое время жил в Свято-Григорьевском Бизюковом монастыре Херсонской епархии.
В этой прославленной обители он не нашёл того, чего искал и отправился в Москву, чтобы выучиться на военного и защищать страну.
Поступив в московское Александровское военное училище, он стал фельдфебелем младшей роты.
Принимал участие в обороне Кремля в октябре 1917 года. В Кремле встретился с духовным наставником архимандритом Вениамином, который познакомил Владимира со своим учителем Феофаном Полтавским.
После поражения белых сил ему удалось уехать на поезде из Москвы в сторону Козельска, где находится Оптина пустынь.

### События после революции
В Оптину пустынь Владимир Зиновьевич прибыл в военном обмундировании и без документов, по этой причине его не хотели принимать в монастырь, оставив ночевать только на одну ночь.
Наутро его приняли послушником в монастырь и в скорое время назначили работать в самое центральное место монастыря — Оптинский скит. Он работал у требовательного монаха-садовника отца Иова, о котором говорили, что тот, кто сможет работать у него, станет монахом. Руководил духовным развитием послушника старец Нектарий, ему помогал скитоначальник отец Феодосий.
После революции был послушником в Оптиной пустыни, его духовным отцом стал игумен о. Феодосий Оптинский.
В период Гражданской войны воевал на стороне Белой армии и был тяжело ранен. Эмигрировал в Константинополь, после этого попал в Сербию.
Какое-то время проживал в монастыре Петковица, в котором проживал епископ Вениамин (Федченков), в 1922 году был пострижен в монахи, был иподиаконом епископа Вениамина.
В 1923 году епископ Вениамин отправляется в Чехословакию для занятий миссионерской деятельностью, а Амвросий — настоятелем в монастырь Святого Спаса недалеко от болгарского города Ямбол.

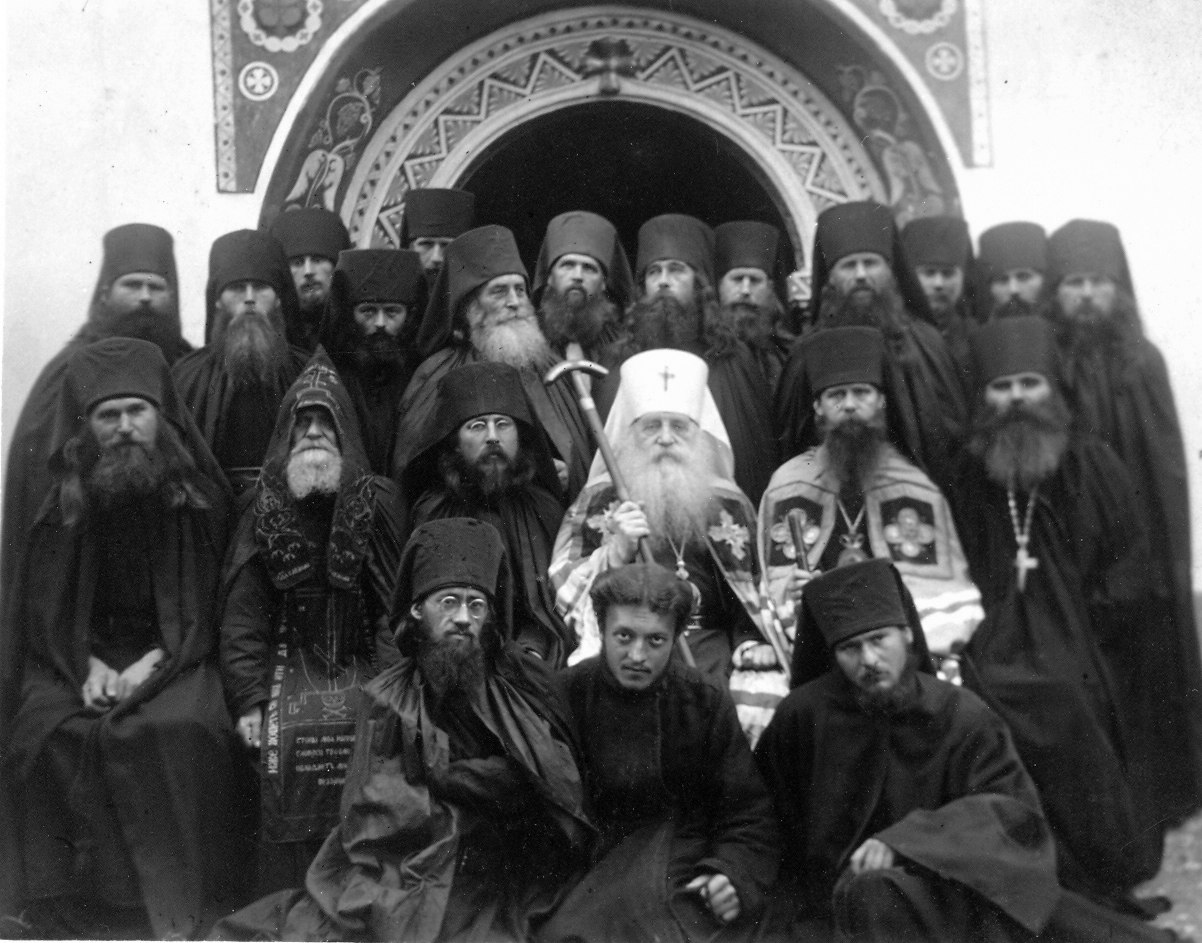
Митрополит Антоний (Храповицкий) с братией Милькова монастыря в 1926 году. Настоятель Амвросий по правую руку от Владыки

### Создание русско-сербского Милькова монастыря
Через какое-то время подвергся гонениям и вынужден был вернуться в Сербию.
С 4 февраля 1926 года стал настоятелем Мильковского Введенского монастыря, расположенном в Милькове Браничевской епархии (старец Фаддей Витовницкий говорит о Пожаровецкой епархии).
По недавней договорённости между РПЦЗ и Сербским Патриархатом монастырь стал русско-сербским.
Он сменил иеромонаха Феодосия (Волкова), с Амвросием в монастырь прибыли шесть русских монахов-эмигрантов.
К концу 1926 года роль монастыря как одного из важнейших духовных центров Сербии становилась все более заметной, в монастыре было 20 монахов, в основном, русских.
В том году в монастыре постригли Иоанна (Максимовича), среди братии были такие известные в будущем церковные деятели, как монах Антоний (Бартошевич), будущий архиепископ Женевский и Западно-Европейский, Антоний (Медведев), Антоний (Синкевич) и будущий архиепископ Западно-Американский Тихон (Троицкий).
В этом же году в праздник свт. Петра монастырь посетил митрополит Киевский и Галицкий Антоний (Храповицкий), представитель архиерейского Синода РПЦЗ. В том же году 11 октября монастырь посетил епископ Браничевский Вениамин (Таушанович).
С 15 до 29 июня 1928 года в монастыре пребывала чудотворная икона Божией Матери «Курская», которой поклонилось большое число верующих.
В том же году на праздник Успения Пресвятой Богородицы монастырь посетил епископ Браничевский Митрофан (Таушанович), а 4 сентября — епископ Черноморский Сергий (Петров).
В 1931 году в монастыре числилось 17 монахов, из которых 7 — сербы и 10 — русские, монастырь продолжает расти и развиваться, как и его влияние в народе.
В 1931 году монастырь посетили русский епископ Детройтский Феодосий (Самойлович) и епископ Захумско-Герцеговский Иоанн (Илич).
В 1932 году в монастырь послушником поступил 18-летний Томислав Штрабулович, позднее известный всей Сербии как старец Фаддей Витовницкий, один из знаменитых сербских духовников нового времени. Он вспоминал, что настоятель создал в Мильково особенную атмосферу, позволяющую монахам духовно совершенствоваться. Тогда там жили около тридцати монахов, большинство из них были русскими.
Отец Фаддей вспоминал об архимандрите Амвросие: «никогда никого не наказывал, ни о ком не думал плохо, ни на кого не смотрел с раздражением. Каждого любил таким, каков он есть, и молился Богу, чтобы Он просветил человека»
В монастыре выяснилось, что он болен туберкулёзом. Был на посту настоятеля до самой смерти, которая наступила 17 (30) мая 1933 года, перед кончиной настоятель принял схиму.